# 463 لولا
لولا هو الكويكب رقم 463 الذي تم اكتشافه من قبل عالم الفلك ماكس ولف من مرصد هايدلبرغ وكان ذلك في في 31 أكتوبر من عام 1900 في ألمانيا.